# Seyed Mostafa Azmayesh
Seyed Mostafa Azmayesh, född 1952 i Teheran,  är en fransk-iransk jurist och forskare med många års erfarenhet som koranexpert och är välkänd för sin forskning inom gnosticism, islam och kristendom. I sitt arbete som människorättsaktivist har han främst verkat för att reformera fundamentalistiska regeringar som exempelvis Iran. Hans arbete består i att förändra sociala och rättsliga processer som strider mot mänskliga rättigheter och människors frihet.
Han undervisar i andlighet och substantiell evolution som baseras på kärlek, altruism och ädelmodigt beteende.

## Biografi
Seyed Mostafa Azmayesh flyttade till Frankrike 1976 efter att ha slutfört sina studier i arabisk litteratur (Teheran 1974) och juridik (Teheran 1975). I Paris studerade han teologi och juridikhistoria vid Sorbonneuniversitetet och jämförande studier inom islam och kristendom vid Lyons universitet. Genom detta erhöll han två doktorsexamina. En av hans handledare var filosofen och teologen Henry Corbin. Efter genomförda akademiska studier fortsatte han sin forskning inom religion, filosofi samt andra vetenskapliga områden. År 1969 blev Azmayesh antagen till Nematollahi-Gonabadiorden, vilket är den äldsta och mest välkända Sufiorden i Iran.

## Författarskap
Azmayesh har över 40 års erfarenhet av studier och forskning av Koranen. Hans vetenskapliga arbete och publikationer består av ett vetenskapligt förhållningssätt till koranens texter. Hans senaste bok New Researches on the Quran – Why and how two versions of Islam entered the history of mankind tar upp vetenskapliga parallellt med historiska fakta i sitt sammanhang till Koranens texter. Hans andra verk innefattar bland annat The Teachings of a Sufi Master, The Pearl of Sufism, Heart meditation: An introduction to Gnostic Heart Meditation och Crucifixion: Fact or Fiction?

## Lärare inom substantiell evolution
Azmayesh har grundat en andlig skola  som lär ut substantiell evolution. Detta är en väg baserad på utvecklingen av alla individers inre förmågor för att vägleda varje student mot en substantiell andlig evolution baserad på tolerans, kärlek, ödmjukhet och respekt för varje människa oavsett bakgrund, religion, etnicitet. Azmayesh deltar i vetenskapliga forum och konferenser med andra forskare och akademiker såsom Peter Antes , Rupert Sheldrake, Pim van Lommel, Jay Lakhani och Markus Peters. Dessutom håller han föreläsningar och workshops i hela Europa. Azmayesh listades som en av de 100 mest andligt inflytelserika personerna i tidningen Watkins Mind Body Spirit.

## Arbetet för mänskliga rättigheter

### Mänskliga rättigheter i Iran

Europaparlamentet 2011. Konferens om mänskliga rättigheter i Iran

Sedan början av den iranska revolutionen 1979 och tillväxten av extremistiska ideologier i islams namn har Azmayesh arbetat för att motstå dem som propagerar för extremistiska idéer baserade på felaktiga tolkningar av Islam. Han har genom detta arbete bland annat talat vid Förenta nationerna (FN), gjort en exklusiv intervju med Ahmed Shaheed som var tidigare specialrapportör vid FN för mänskliga rättigheter i Iran, samt deltagit i ett flertal möten och intervjuer med medlemmar från Europaparlamentet (EU) som är ansvariga för att bevaka mänskliga rättigheter i Iran. 
Genom sin vetenskapliga forskning har han kunnat påvisa att mänskliga rättigheter är förenliga med koranens lära. Enligt Koranen måste en muslimsk civilisation baseras på ömsesidig respekt och jämlikhet för alla oavsett etnicitet, kön eller religion och det finns ingen plats för någon form av våld. Hans veckovisa radio- och internetbaserade tv-program som Dorr TV samt satellitkanalen PARS-TV sätter press på extremistiska rörelser inom den iranska regeringen för att reformera regeringens radikala riktning.
Under flera år har Azmayesh kritiserat utövandet av stening i Iran. Genom sin forskning kunde han bevisa att det inte finns något samband mellan islam och stening. Dessutom visade hans forskning att flertalet tyranner genom historien använde stening som straff för att förtrycka och utöva makt i samhället. Azmayesh arbete resulterade i att stening inte längre används som straffmetod i Iran sedan 2011.
I det utbredda folkupproret som bröt ut i landet efter presidentvalet 2009 stöttade Azmayesh yttrandefriheten och förespråkade frisläppandet av flera inflytelserika politiska fångar som exempelvis Nasrin Sotoudeh (en kvinnlig iransk människorättsadvokat), Narges Mohammadi och religiösa samt etniska minoriteter såsom kurder, Bahai’er och sufier. Han har haft stort inflytande på frisläppandet av flertalet sufier som blivit fängslade av extremistiska rörelser inom den iranska regeringen som del av deras plan i att förtrycka minoriteter.

### Mänskliga rättigheter i Europa
Mot bakgrund av den aktuella tillväxten av islamistisk extremism i västvärlden har han talat vid ett flertal konferenser i England, Tyskland, Storbritanniens parlament och Europaparlamentet. Han har dessutom publicerat forskningsbaserade rapporter och förslag på insatser gällande hur man ska hantera dessa växande våldsbejakande radikaliserings- och extremismfrågor. 
Azmayesh har samfinansierat uppbyggandet av International Organisation to Preserve Human Rights (IOPHR) februari 2014. Detta i syfte att försvara mänskliga rättigheter för alla, att motverka utvecklingen av islamistisk extremism och våld, samt att fortsätta sitt arbete för jämställdhet mellan könen och motverka könsbaserad våld.
IOPHR är en aktiv ideell organisation och analysgrupp som är lokaliserad i Storbritannien. Det är en forskningsbaserad organisation som syftar till att bevara mänskliga rättigheter för alla och jobbar för att bekämpa hot mot säkerheten för samhället. IOPHR genomför konferenser i det brittiska parlamentet, Europaparlamentet och i övriga Europa. Organisationen jobbar tillsammans med andra aktivister, vetenskapsmän, forskare och andra offentliga organ såsom London Metropolitan Police samt andra offentliga tjänstemän.